# 대구 중구의회
대구 중구의회는 대구광역시 중구 지역을 관할하는 기초의회이다.